# 張衍慶
張衍慶（1481年—？），字仲承，號方山，河南衛輝府汲縣人，民籍，明朝政治人物，正德辛未進士。嘉靖年间官至兵部右侍郎。

## 生平
弘治十七年（1504年）河南鄉試第三十一名。正德六年（1511年）辛未科三甲第一百三十三名進士。选翰林院庶吉士，八年（1513年）十月授翰林院检讨，嘉靖二年（1523年）七月升修撰。先後參與南巡之爭與大禮議。
嘉靖四年（1525年）丁母忧，六年起復原职，七年（1528年）四月升陕西右参政，九年调山东右参政，十年正月升四川右布政使，调山西右布政使，十一年三月迁南京光禄寺卿，十二年三月升南京都察院右副都御史、提督操江，六月改总督南京粮储，十二月協理院事，十五年十一月升都察院左副都御史，十六年九月升兵部右侍郎。嘉靖十八年（1539年），明世宗南巡，張衍慶先期督理驾行事宜，卫辉府行在起火，張衍慶以不恭王事、违慢废职被革职为民。

## 著作
有《方山集》行于世。

## 家族
曾祖父張鐸；祖父張傑，曾任監察御史；父親張繼，字孝伯，别号卫滨，弘治十二年进士，曾任湖廣按察司僉事。母段氏（封宜人）。具庆下。兄張衍瑞，官至太常寺少卿。弟張衍祚，官漢陽府推官。